# Trentepohlia fragillima
Trentepohlia fragillima är en tvåvingeart. Trentepohlia fragillima ingår i släktet Trentepohlia och familjen småharkrankar.

## Underarter
Arten delas in i följande underarter:
- T. f. bertrandae
- T. f. fragillima